# Phou Bia
Phou Bia (Lao: ພູ ເບຍ) är det högsta berget i Laos (2 830 meter över havet) och ligger i Annamitiska bergskedjan, i Phou Ane Plateau Xieng Khouang provinsen.
Det ligger i ett begränsat militärt område nära övergivna Long Chen flygbas, och har därför ytterst få besökare. Blindgångare komplicerar framkomligheten ytterligare. Sen i juli 2008 har det förekommit någon bergsstigning av en icke-Lao person på minst 30 år.
Området är avlägset, täckt av djungel, och har använts av Miao gerillasoldater. Under 1970-talet, tog ca 60 000 Hmongs tillflykt till den Phou Bia området. Det har förekommit rapporter om mindre hmong gömställen i området så sent som 2006.
Den 10 april 1970, havererade ett Air America C-130A flygplan in i berget .
För sin höjd, är klimatet kallt och mestadels molnigt. Även om ingen snö har rapporterats i årtionden, är det dokumenterat att så sent som det i början av 1900-talet, föll snö ibland på toppen.